# Gerhard Egert
Gerhard Egert (* 1926 in Türmitz, Tschechoslowakei; † 21. Januar 2014) war ein deutscher Lehrer und Heimatforscher. Egert publizierte vor allem über die Stadt Volkach in Unterfranken.

## Leben
Gerhard Egert wurde im Jahr 1926 in der Stadt Türmitz in der Tschechoslowakei geboren, die von 1938 bis 1945 im deutschen Reichsgau Sudetenland lag. Während des Zweiten Weltkriegs kämpfte Egert in der Wehrmacht und kam in Kriegsgefangenschaft. Nach seiner Rückkehr floh er in die westlichen Besatzungszonen und gelangte nach Würzburg. Im Jahr 1958 absolvierte Egert sein Zweites Staatsexamen und trat danach als Assessor an der Schönborn-Mädchenrealschule in den Dienst der Stadt Würzburg. Im gleichen Jahr schloss er seine Dissertation in fränkischer Landesgeschichte ab. Die Doktorarbeit bearbeitete die Geschichte der Stadt Volkach und wurde bei Karl Bosl und Otto Meyer verfasst. Mit der 1964 erfolgten Umwandlung der Mädchenrealschule in ein Wirtschaftsgymnasium erweiterte sich die Tätigkeit Egerts. Er stieg 1972 zum stellvertretenden Schulleiter auf.
Im Jahr 1976 übernahm Gerhard Egert die ehrenamtliche Leitung des Volkacher Stadtarchivs und begleitete in seiner über 20 Jahre andauernden Tätigkeit den Umzug des Archivs in die ehemaligen Räumlichkeiten der Kartause Astheim auf der gegenüberliegenden Mainseite. Gerhard Egert übernahm außerdem die Leitung des städtischen Ausstellungsraums im historischen Schelfenhaus und kuratierte mehrere Ausstellungen zur Volkacher Stadtgeschichte. Für seine Arbeit wurde er im Jahr 1996 mit dem Bundesverdienstkreuz ausgezeichnet. Egert, der mit seiner Frau und den Kindern in Würzburg lebte, erhielt im Jahr 2008 die Ehrenbürgerwürde von Volkach. Gerhard Egert starb am 21. Januar 2014.

## Werke (Auswahl)
Egert veröffentlichte eine Vielzahl an Monografien und Aufsätzen, die sich insbesondere mit der Geschichte der Stadt Volkach und der Mainschleife auseinandersetzten. Erste Werke gehen auf Egerts Wirken an der Universität Würzburg zurück. Egert kann in seiner Funktion als Volkacher Stadtarchivar auch als Gründer der Volkacher Hefte, einer kulturhistorischen Reihe gelten. Er fungierte für die ersten Bände auch häufig als Autor. Daneben veröffentlichte Egert Aufsätze in der Reihe Unsere Mainschleife, die sich vor allem an ein interessiertes Laienpublikum richteten. Wissenschaftliche Beiträge von Egert sind im Mainfränkischen Jahrbuch für Geschichte und Kunst zu finden.  
- Kulturgeographische Untersuchungen im Bereich der Mainschleife bei Volkach. Magisterarbeit. Volkach 1954.
- Stadt und Pfarrei Volkach am Main (Ein Beitrag zur Stadtgeschichte Frankens). Teil I. Das städtische Territorium von den Anfängen bis zum Ende des Alten Reiches 1803. Phil. Diss. Volkach und Würzburg 1964.
- mit Herbert Meyer, Georg Wehner: Schützen in Volkach. Beiträge zur Geschichte des Schützenwesens in einer fränkischen Kleinstadt (= Volkacher Hefte Nr. 1). Volkach 1982.
- mit Gerhard Gellmann, Victor Metzner: St. Michaels Kirche in Volkach. Festschrift zur Einweihung (= Volkacher Hefte Nr. 3). Volkach 1982.
- mit Oskar Kern: Eugen Schön. Pfarrer zu Volkach (= Volkacher Hefte Nr. 4). Volkach 1983.
- Krautheim in Franken 888–1988. Festschrift zur 1100 Jahrfeier von Krautheim (= Volkacher Hefte Nr. 8). Volkach 1988.
- 1100 Jahre Ortsgemeinde – 650 Jahre Kirchengemeinde Eichfeld. Festschrift zur 1100 Jahrfeier von Eichfeld (= Volkacher Hefte Nr. 9). Volkach 1989.
- mit  Christa Benedum, Karl-Peter Büttner, Franz Pfrang, Werner Stahr: Astheim und seine Kartause. Würzburg 1991.
- Der Raub der Rosenkranz-Madonna von Tilman Riemenschneider aus der Wallfahrtskirche Maria im Weingarten auf dem Kirchberg bei Volkach 1962. Volkach 2003, ISBN 3-930840-11-1.

## Auszeichnungen
- 1996: Bundesverdienstkreuz am Bande
- 2008: Ehrenbürger von Volkach[3]